# Asociación Nacional de Agricultores Pequeños

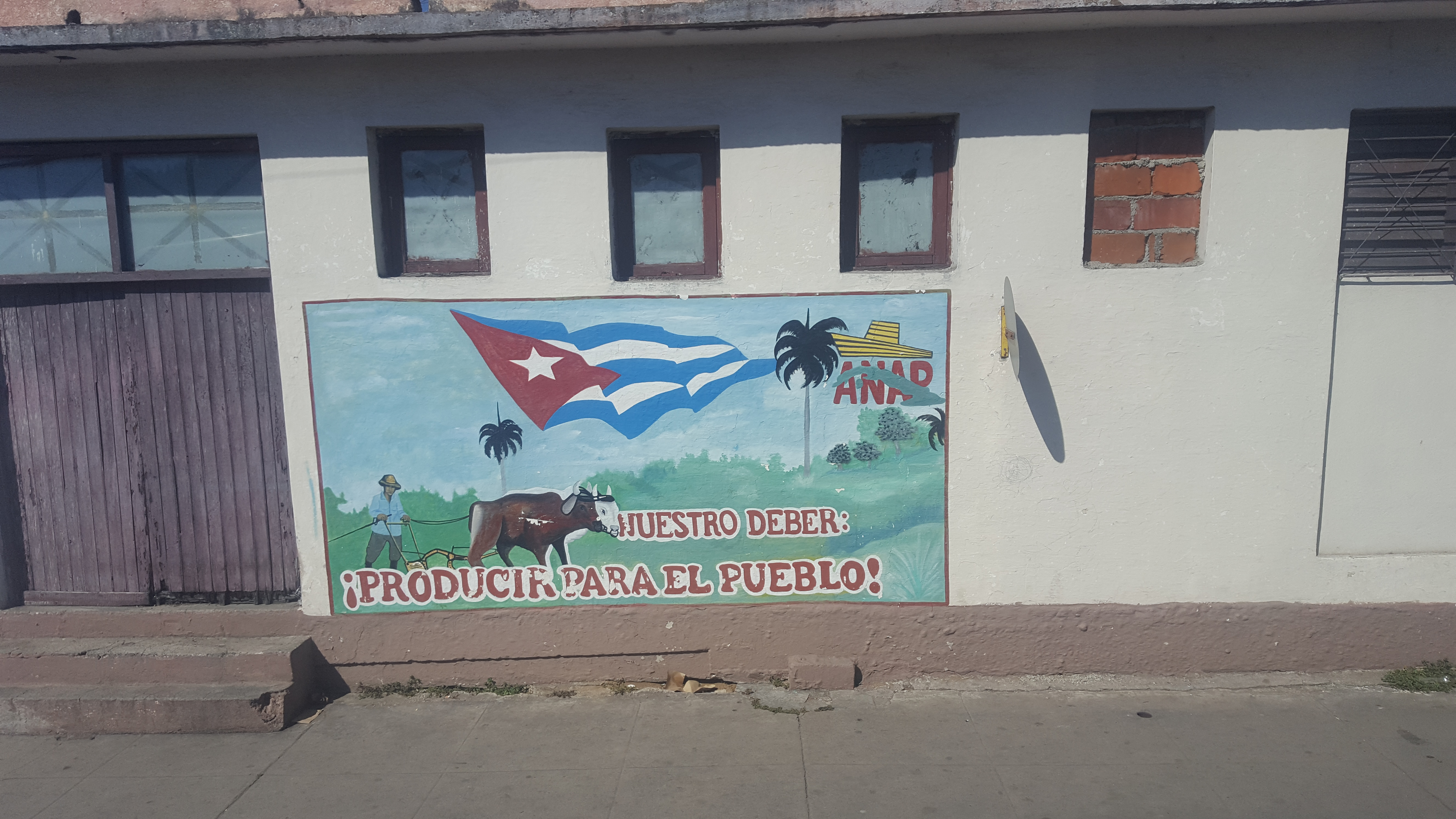
Mural de ANAP, en Cienfuegos, Cuba.

La Asociación Nacional de Agricultores Pequeños (ANAP) es una organización de carácter social que representa los intereses del campesinado cubano y que vela porque se cumplan sus derechos. Fue creada el 17 de mayo de 1961, durante el segundo aniversario de la Primera Ley de Reforma Agraria de 1959.
Su objetivo es organizar y orientar a los campesinos de Cuba en la ejecución del programa agrario de la Revolución Cubana, para un mejor desarrollo de la economía rural, de la producción y exportación de alimentos, así como también hacerlos partícipes de la transformación social agraria. 
La ANAP organiza un congreso cada 5 años, donde se discuten y analizan las problemáticas del sector campesino y se elige un Buró Nacional. Cuenta con más de 3500 organizaciones de base y más de 200 000 miembros, y su presidente es Rafael Ramón Santiesteban Pozo.